# Guyyalahalli, Gauribidanur
Guyyalahalli là một làng thuộc tehsil Gauribidanur, huyện Kolar, bang Karnataka, Ấn Độ.